# آب‌انبار سرمستان
آب‌انبار سرمستان مربوط به سده‌های اولیه دوران‌های تاریخی پس از اسلام است و در شهرستان دیر، بخش مرکزی، دهستان آبدان، روستای سرمستان واقع شده و این اثر در تاریخ ۲۶ اسفند ۱۳۸۶ با شمارهٔ ثبت ۲۲۱۸۳ به‌عنوان یکی از آثار ملی ایران به ثبت رسیده است.